# Iglesia de San José (Pachica)
La iglesia de San José es un templo católico ubicado en la localidad de Pachica, comuna de Camarones, Región de Arica y Parinacota, Chile. Construida en el siglo xviii, fue declarada monumento nacional de Chile, en la categoría de monumento histórico, mediante el Decreto n.º 331, del 10 de agosto de 2015.

## Historia
La primera mención de la iglesia data de 1618, y la construcción actual es de comienzos del siglo xviii.

## Descripción
Construida en estilo barroco andino con cimientos de piedra, muros de adobe con revoque de cal y techumbre de madera rolliza. Los muros interiores están decorados con pinturas murales de jarrones de flores, plantas y árboles. El retablo es de madera y está ornamentado con motivos de flora policromada.
La torre campanario se encuentra exenta e integrada al muro que conforma el atrio. Presenta un cuerpo y tiene un remate de templete.